# Palacio de los Condes de Cirat (Cirat)

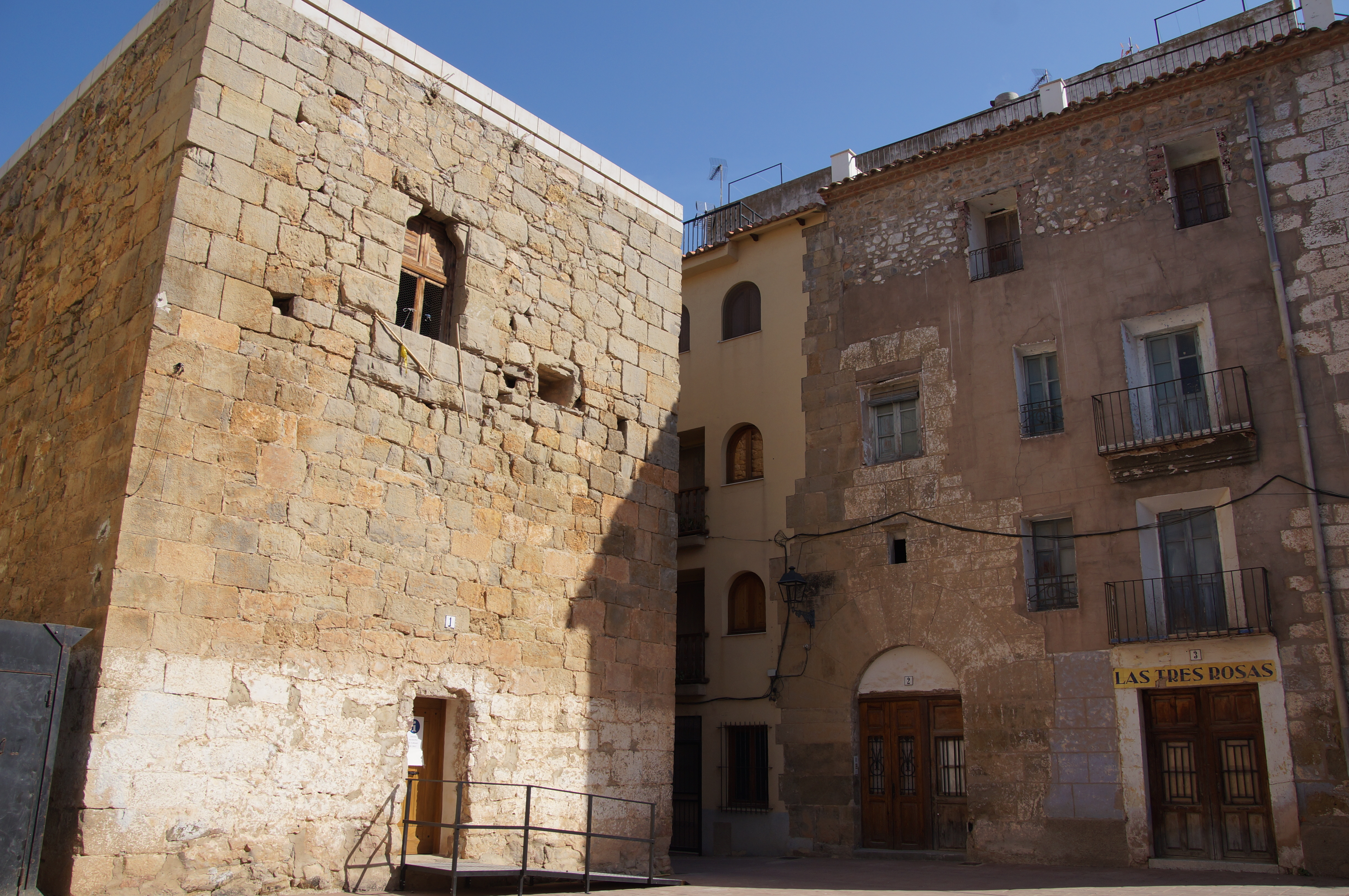
Imagen del Palacio de los Condes de Cirat, Provincia de Castellón, España.

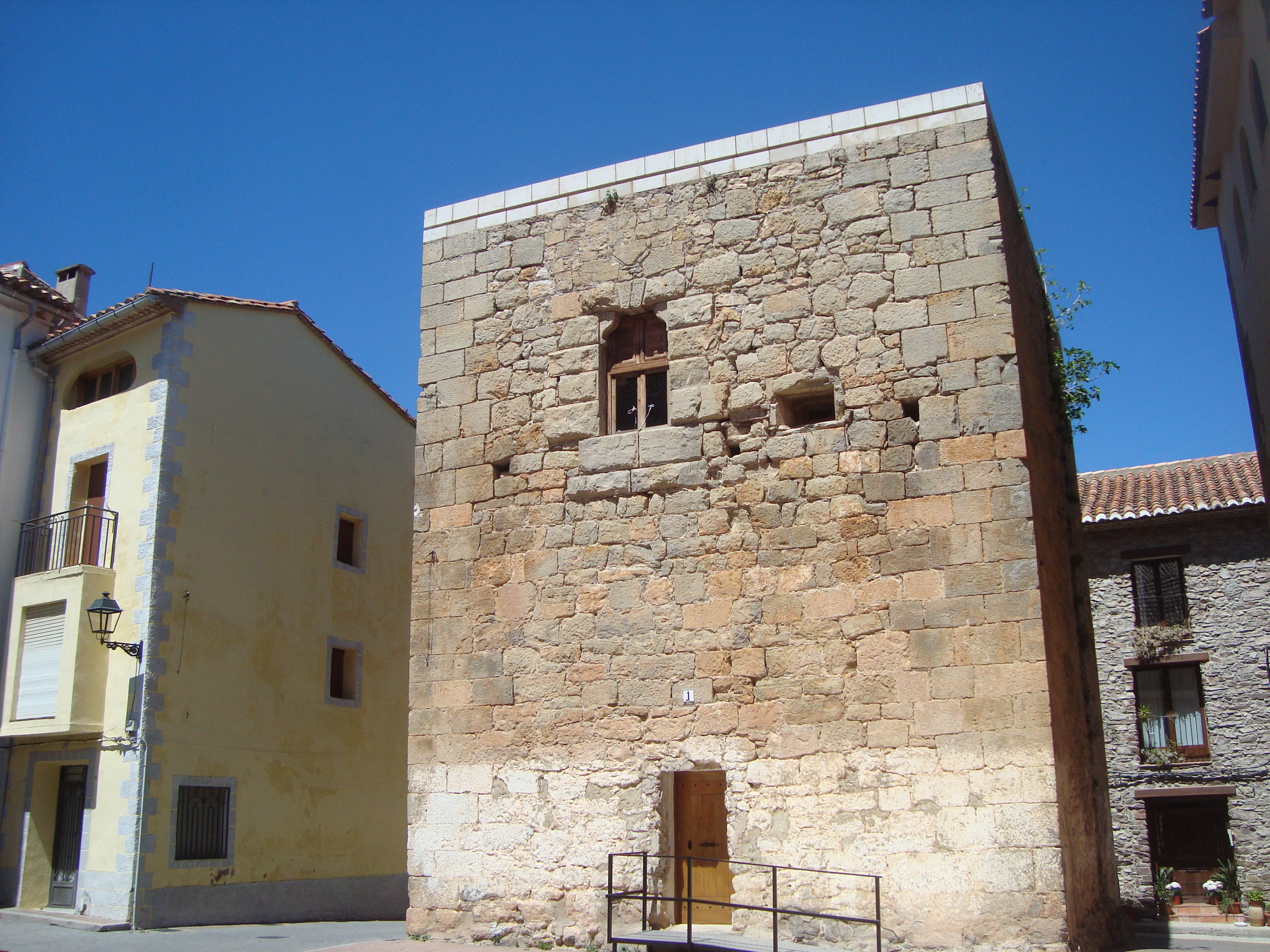
Torre del Palacio de los Condes de Cirat, o Torre del Conde.

El Palacio de los Condes de Cirat, en la comarca del Alto Mijares, de la provincia de Castellón, es un palacio catalogado, por declaración genérica, como Bien de Interés Cultural, aunque no está anotado en el ministerio, presentando tan sólo un código identificador: 12.08.046-003, tal y como consta en la ficha BIC de la Dirección General de Patrimonio Artístico de la Generalidad Valenciana.
Se encuentra ubicado en el centro de la población mencionada, en la llamada plaza Mayor, pudiéndose datar del siglo XIV, considerando algunos autores que consideran además,  que se emplaza sobre los restos de basamentos romanos. Otros en cambio, ponen su fecha de datación dos siglos después, en el XVI

## Descripción histórico-artística
Cirat era tierra de musulmanes y pertenecía a los dominios de  Abu-Zaid hasta su muerte que pasó a la corona. A mediados del siglo XIV Cirat a manos de  Gonzalo Ximenez de Arenos, al ser vendido y de este modo queda incorporado  a la baronía de Arenos, aunque   después pasó nuevamente a la corona.
El Palacio de los Condes de Cirat se encuentra ubicado en la plaza principal de la población, tratándose  de un edificio fortificado, que presenta planta rectangular, utilizando para su fabricación sillería de grandes dimensiones. En su fachada pueden contemplarse un número considerable de ventanas, así como una puerta que presenta un arco de medio punto, que podría considerarse la entrada principal a la residencia.
Su carácter defensivo queda reflejado en los restos de almenas y aspilleras, habiendo desaparecido otros elementos como consecuencia de las constantes reformas que experimentó a lo largo de su historia. La torre, que se encuentra a escasos metros, también era parte de los elementos defensivos, la cual se atravesaba mediante un puente levadizo.
El palacio condal en un primer momento estaba comunicado con la torre, pero por motivos de herencia, la propiedad se dividió en tres partes, demoliéndose la parte central  (edificándose pisos) y dejando la torre aislada del resto del palacio, del que realmente formaba parte. En 1981 se procedió a la demolición del resto de la fachada de lo que fue el palacio.